# A2 (motorväg, Portugal)
A2, även känd som Autoestrada do Sul, är en motorväg i Portugal som går sträckan Lissabon - Albufeira, via 25 april-bron, Setúbal, Alcácer do Sal, Grândola, Ourique och Aljustrel. Längden är 240 km.